# Jo Nesbø
Jo Nesbø (wym. norw.  [ˈjuː ˈnɛ̀sbøː], ur. 29 marca 1960 w Oslo) – norweski pisarz, autor powieści kryminalnych i literatury dziecięcej, muzyk poprockowy (wokalista i autor tekstów piosenek). Z wykształcenia ekonomista.

## Życiorys
Nesbø urodził się w Oslo, a wychował w Molde. Jako młody chłopak grał w klubie piłkarskim Molde FK, ale zerwał więzadła i postanowił zrealizować się w innych dziedzinach. Nesbø pisze głównie powieści kryminalne, jest także autorem tekstów w zespole Di Derre, w którym gra i śpiewa.
Nesbø jest autorem cyklu powieści kryminalnych, w których głównym bohaterem jest policjant Harry Hole. Za swą debiutancką powieść Człowiek-nietoperz (norw. Flaggermusmannen) Nesbø otrzymał literacką Nagrodę Rivertona oraz Szklany Klucz, obydwie przyznawane za najlepsze powieści kryminalne. Z kolei za powieść Czerwone gardło (norw. Rødstrupe) otrzymał w 2000 nagrodę Norweskiego Stowarzyszenia Księgarzy. W 2004 książka ta została wybrana najlepszym norweskim kryminałem wszech czasów (norw. Tidenes beste norske krim). W 2007 powieść Czerwone gardło pojawiła się jako kandydatka do nagrody Złotego Sztyletu za najlepszą powieść kryminalną, przetłumaczoną na język angielski.
Powieści Nesbø tłumaczone były na angielski, czeski, duński, fiński, francuski, litewski, niderlandzki, niemiecki, polski, portugalski, rosyjski, szwedzki i węgierski.

## Twórczość

### Cykl z Harrym Hole
- 1997 Flaggermusmannen (Człowiek-nietoperz, przeł. Iwona Zimnicka, Otwock 2005)
- 1998 Kakerlakkene (Karaluchy, przeł. I. Zimnicka, Wrocław 2011)
- 2000 Rødstrupe (Czerwone gardło, przeł. I. Zimnicka, Wrocław 2006)
- 2002 Sorgenfri (Trzeci klucz, przeł. I. Zimnicka, Wrocław 2007)
- 2003 Marekors (Pentagram, przeł. I. Zimnicka, Wrocław 2007)
- 2005 Frelseren (Wybawiciel, przeł. I. Zimnicka, Wrocław 2009)
- 2007 Snømannen (Pierwszy śnieg, przeł. I. Zimnicka, Wrocław 2010)
- 2009 Panserhjerte (Pancerne serce, przeł. I. Zimnicka, Wrocław 2010)
- 2011 Gjenferd (Upiory, przeł. I. Zimnicka, Wrocław 2012)
- 2013 Politi (Policja, przeł. I. Zimnicka, Wrocław 2013)
- 2017 Tørst (Pragnienie, przeł. I. Zimnicka, Wrocław 2017)
- 2019 Kniv (Nóż, przeł. I. Zimnicka, Wrocław 2019)
- 2022 Blodmåne  (Krwawy księżyc, przeł. I. Zimnicka, Wrocław 2022)

### Cykl z braćmi z Os
- 2020 Kongeriket (Królestwo, przeł. I. Zimnicka, Wydawnictwo Dolnośląskie, Wrocław 2020)[2]
- 2024 Kongen av Os (Zatruta krew, przeł. I. Zimnicka, Wydawnictwo Dolnośląskie, Wrocław 2024)[3]

### Cykl z Doktorem Proktorem (dla dzieci)
- 2007 Doktor Proktors Prompepulver (Doktor Proktor i proszek pierdzioszek, przeł. I. Zimnicka, Warszawa 2011)
- 2008 Doktor Proktors tidsbadekar (Doktor Proktor i wanna czasu, przeł. I. Zimnicka, Warszawa 2012)
- 2010 Doktor Proktor og verdens undergang. Kanskje (Doktor Proktor i koniec świata. Być może, przeł. I. Zimnicka, 2012)
- 2012 Doktor Proktor og det store gullrøveriet (Doktor Proktor i wielki napad na bank, przeł. I. Zimnicka, 2013)
- 2016 Kan Doktor Proktor redde jula? (Doktor Proktor i niemal ostatnie święta, przeł. I. Zimnicka, 2018)

### Pozostałe
- 1999 Stemmer fra Balkan/Atten dager i mai (wraz z Espenem Søbye, dokument)
- 2001 Karusellmusikk (opowiadania)
- 2007 Det hvite hotellet
- 2008 Hodejegerne (Łowcy głów, przeł. I. Zimnicka, Wrocław 2011)
- 2014 Sønnen (Syn, przeł. I. Zimnicka, Wrocław 2014)
- 2015 Blod på snø (Krew na śniegu, przeł. I. Zimnicka, Wrocław 2015)
- 2015 Mere blod (Więcej krwi, przeł. I Zimnicka, Wydawnictwo Dolnośląskie, Wrocław 2015)
- 2018 Macbeth (Macbeth, przeł. I. Zimnicka, Wydawnictwo Dolnośląskie 2018)
- 2021 Sjalusimannen og andre fortellinger (Zazdrość, przeł. I. Zimnicka, Wydawnictwo Dolnośląskie 2021)
- 2022 Rotteøya og andre fortellinger (Zemsta, przeł. I. Zimnicka, Wydawnictwo Dolnośląskie 2022)[4]
- 2023 Natthuset (Nocny dom, przeł. I. Zimnicka, Wydawnictwo Dolnośląskie 2023)
- 2025 Minnesota (Samotny Wilk, przeł. I Zimnicka, Wydawnictwo Dolnośląskie 2025)

## Dyskografia

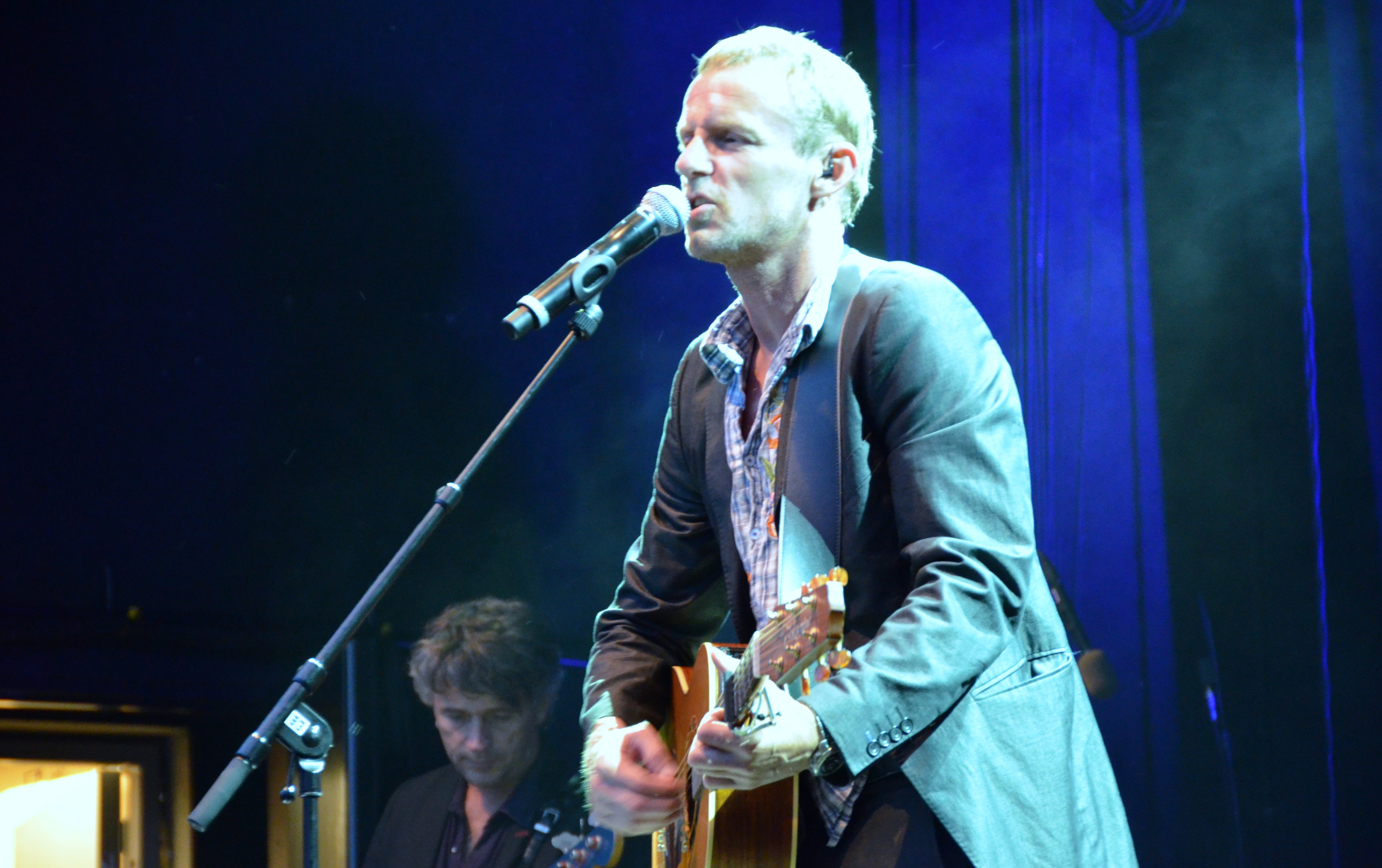
Jo Nesbø podczas występu

### Płyty solowe
- 2001 Karusellmusikk

### Di Derre
- 1993 Den Derre med Di Derre
- 1994 Jenter & sånn
- 1996 Gym
- 1998 Slå meg på!
- 2006 Di beste med Di Derre
- 2013 Historien om et band
- 2018 Høyenhall

## Ekranizacje
- Jackpot – scenariusz
- Łowcy głów
- Okupowani – scenariusz
- Pierwszy śnieg
- Słońce nad horyzontem